# Telpaneca
Telpaneca es un municipio del departamento de Madriz en la República de Nicaragua.

## Geografía
El término municipal limita al norte con los municipios de Ciudad Antigua y El Jícaro, al sur con los municipios de San Sebastián de Yalí y Condega, al este con el municipio de San Juan de Río Coco y al oeste con los municipios de Palacagüina y Totogalpa, es una cabecera está ubicada 218 kilómetros al norte de la capital de Managua.

### Topografía
Topográficamente esta región es totalmente irregular, con elevaciones que van desde los 500 a 1500 m s. n. m. aproximadamente, sobresaliendo algunas alturas como son los cerros: El Malacate con 1490 m s. n. m., Santo Domingo con 1348 m s. n. m. y El Picacho con 1343 m s. n. m.

## Historia
Según el nombre indígena de Litelpaneca, fue una de las comunidades nativas americanas que existieron en el siglo XVI durante la conquista española del país.
La fundación del municipio se remonta a la época precolombina, pues desde los primeros años de la conquista española, figuraba ya como uno de los principales pueblos de la región, que más tarde se conocería como "Las Segovias o de Segovia".
En 1705 el municipio de Telpaneca, realizó una solicitud a la Capitanía General de Guatemala el traslado a un lugar más seguro, por el peligro que ofrecía a sus vecinos, el asiento del poblado a orillas del río Coco, por trámites burocráticos de la época generaron división en las autoridades de la región, fracasando así el proyecto de traslado del pueblo, quedando ubicado hasta la fecha en el mismo lugar.
En el año 1621 se agregó el poblado indígena conocido con el nombre de Comateca, año en que destruida por un incendio, esta estaba ubicada a dos kilómetros hacia el sudeste de la ciudad actual.

## Demografía
Telpaneca tiene una población actual de 25,269 habitantes. De la población total, el 51.5% son hombres y el 48.5% son mujeres. Casi el 28.3% de la población vive en la zona urbana.

## Clima
El municipio tiene un clima tropical seco, tornándose un tanto húmedo en las partes elevadas y montañosas, la temperatura oscila entre los 23 a 32 °C, caracterizándose por una buena precipitación durante todo el año.

## Localidades
Existen un total de 38 comunidades rurales, agrupadas en las siguientes 9 microrregiones:
1. Cerro Grande de Amucayán, San José de Amucayán, Las Trojas, Encuentros de Cuje, Poza Redonda.
2. Lomas de Santa Rosa, El Limón, Los Ranchos, El Zapote, Sinislí.
3. El Carrizal, El Carbonal, El Naranjo, El Paraisito, San Francisco, Cerro Grande de San Francisco.
4. San Ignacio/Rodeo, Santo Domingo, El Achiote, Los Pinares.
5. El Pericón, Namaslí, Altagracia.
6. Los Lirios, Apagüique, Playa Hermosa, El Tamarindo, Villa Austria.
7. Quibuto, El Portal, Las Vegas, Las Brisas.
8. San Andrés, La Lima, El Bijagual.
9. Zona Urbana, El Zapotillo, Villa Quezada, Casilí Arriba, El Barro.

## Cultura

### Idioma
Según el cronista Cibdad Real quien visitó esta región proviniendo del norte en 1576 la lengua de estos indígenas era la Ulúa, llamada "matagalpa" desde 1891 por el lingüista Daniel Brinton basado en una lista de palabras recopilada por el cura Víctor Noguera. 
Según registros en el Archivo de Indias los primeros españoles llegaron por acá en 1527 buscando los minerales de oro en las sierras de Joana Mostega, (Sierra de Botija, o Jalapa) y en la arenas del río Coco o Yare. La lengua indígena se ha perdido y ha sido suplantada por el español.
El municipio actualmente tiene como idioma el español. Aunque existen ciertas comunidades que hablan el inglés criollo que combina el inglés con idiomas africanos.

### Religión
Este municipio tiene entre su mayoría de habitantes la religión católica y en menor proporción la Protestante. Así como Testigos de Jehová, Pentecostales y Mormones quienes con sus misiones han logrado llegar hasta este lugar y conquistar el corazón de sus habitantes.

### Festividades y tradiciones
La manifestación cultural refleja las costumbres y tradiciones heredadas de España y combinadas con algunas comunidades aborígenes existentes en la época colonial. Entre las tradiciones más destacadas están: 3 de mayo día de la Cruz. 23 de noviembre a Cristo Rey. La celebración del día de la Virgen de Guadalupe que es el 12 de diciembre. Y la celebración de Nochebuena y la Navidad que son el 24 y 25 de diciembre respectivamente.

## Transporte
En Telpaneca está el último puente sobre el río Coco, y luego ya no hay más puente sobre el río en sus más de 400 kilómetros de recorrido hasta el Mar Caribe. El viejo puente a menudo se inundaba durante la temporada de lluvias, pero en 2016 se construyó un nuevo puente, el más grande del norte de Nicaragua.

## Personas destacadas
Entre los personajes más pintorescos del pueblo están: El Pollo, Tocho, El Mancho, Doña Martina, La Profesora Coquito, Don Chico Barreda, Don Miguel Muñoz, El Conejo, Ismael Rocha, El Chumpe entre otros. Personajes ya fallecidos: Don Reynaldo Guillén, Nacho Loco, Don Guillermo Ardón, Don Chano y Doña Carmela, Payin Guillén, entre otros.

### Lugares destacados
Entre los lugares conocidos en el pueblo están: la cueva del sapo, el vado, la cuesta de la mona, la virgen del chorro, etc. También a estos lugares se puede agregar al cerro Majaste o Malacate ubicado en la comarca Santo Domingo que ofrece al visitante una ambiente muy fresco nutrido con una vegetación variada y el olor a los cercanos cafetales. El templo Cristo Rey sede parroquial del municipio, es como el icono del pueblo, con su frontis de estilo neoclásico construido este a mediados del siglo pasado, con siete arcos romanos y una torre central donde se aloja el reloj público que anuncia las horas y los cuartos de hora, es reloj es de origen alemán, la torre esta coronada con una bella imagen de Cristo Rey dicha imagen es de origen español. El altar mayor del templo es de origen colonia muy antiguo con su estilo barroco y sus cinco nichos se impone en toda la estructura del templo, en la actualidad el color blanco con que está pintado hace que pierda su atractivo. El templo posee una capilla dedicada a la Virgen del Rosario de Fátima, donde se guardan muchas imágenes de gran devoción en el poblado y de un gran valor histórico por su antigüedad y belleza. Otro lugar de interés el la ermita de Guadalupe a la entrada norte del poblado que es visitada todos los años cada doce de diciembre por millares de promesantes que llegan a rendirle culto a la Señora del Tepeyac.

## Galería
|  |  |  |

## Ciudad hermanada
Tiene una ciudad española con:
| - Inca |